# She Will Be Loved
Singles de Maroon 5
This Love (2004)
Pistes de Songs About Jane
Shiver Tangled
She Will Be Loved est une chanson du groupe américain Maroon 5 sortie en 8 mai 2004.

## Le clip
La scène montre le triangle amoureux entre Adam Levine, la mère aristocrate (Kelly Preston) et la jeune fille qui est un gosse de riche (Corinne Carrey). Cela est basé de Le Lauréat. Crée par Sophie Muller.

## Liste des pistes
Version Allemande
1. She Will Be Loved (Album version)
2. This Love (Kanye West remix)
3. Closer Live acoustic version (Nine Inch Nails Cover)

Version européenne
1. She Will Be Loved (Album version)
2. She Will Be Loved (Live acoustic version)

## Classements
| Meilleure position                      |    |
| --------------------------------------- | -- |
| France                                  | 23 |
| Autriche                                | 27 |
| Belgique                                | 27 |
| Royaume-Uni                             | 4  |
| Finlande                                | 5  |
| Australie                               | 23 |
| Allemagne                               | 25 |
| Irlande                                 | 1  |
| Italie                                  | 3  |
| Nouvelle-Zélande                        | 18 |
| Norvège                                 | 3  |
| Roumanie                                | 15 |
| Suède                                   | 26 |
| Suisse                                  | 18 |
| Billboard Hot 100                       | 5  |
| Billboard Hot Adult Contemporary Tracks | 4  |